# Liga Gauteng de Hóquei em Patins
A Liga Gauteng de Hóquei em Patins, é a principal competição de desporto na África do Sul.

## Clubes participantes na última época
ACPP, APF Juvenis, União Cultural Desportiva e Recreativa de Joanesburgo,APF, Sporting Football Club Joanesburgo, NAC e Sporting Joanesburgo B.

### Lista de vencedores
| Ano       | Campeão |
| --------- | ------- |
| 2009/2010 | ACPP    |

### Número de campeonatos por Clube
| Clube     | Campeonatos |
| --------- | ----------- |
| 2009/2010 | ACPP        |

## Ligações Externas

### Sítios Sul Africanos
- Federação Sul Africana de Hóquei em Patins
- Jornal o Século da África do Sul com actualidade do Hóquei Patins neste País
- Sporting de Joanesburg
- Associação Portuguesa de Futebol, Cultura e Recreio

### Internacional
- O Hóquei em todo o Mundo
- Mundook-Actualidade Mundial do Hóquei Patinado (em Português)
- Cumhoquei-Actualidade Mundial do Hóquei Patinado (em Português)
- Hardballhock-Actualidade Mundial do Hóquei Patinado (em Inglês)
- Inforoller-Actualidade Mundial do Hóquei Patinado (em Francês)
- Hardballhock Blog-Actualidade Mundial do Hóquei Patinado (em Inglês)
- rink-hockey-news-Actualidade Mundial do Hóquei Patinado (em Inglês)
- Solo Hockey-Actualidade Mundial do Hóquei Patinado (em Castelhano)